# Jeffrey Kurland
Jefrey Kurland (1952, Nueva York, Estados Unidos) es un vestuarista reconocido, ya que es de los pocos que ha trabajado repetidamente con el mismo director. Sus colaboraciones con Woody Allen, como diseñador de vestuario en 15 películas y como ayudante en tres, le han permitido trabajar con experiencia casi por instinto. Lo reconocen por su trabajo en películas de época como The Purple Rose Of Cairo en el año 1985 y Radio Days en 1987.

## Biografía
Su carrera empezó cuando acabó la facultad, trabajaba como ayudante de diseño de vestuario de Patricia Zipprodot, según él era una excelente escenógrafa. Ella le consiguió empleo para pintar y restaurar vestuario para La Gioconda, en la Metropolitan opera. Llevaba pocos días en Grace costumes, envejeciendo prendas delicadamente con pinceles y tintes. El jefe del área vio que su ritmo era lento y le dio una brocha para agilizar el proceso. El trabajo de Jefrey era para actores de fondo del escenario que tenían aproximadamente 100 m, ahí aprendió la diferencia entre diseño para cine y teatro. El cine se desarrolla la mayor parte en primeros planos, permite reflejar muchos más detalles. Según él se debe tener en cuenta todos los matices y las partes complejas de los personajes. Dice que se puede diseñar una obra de teatro y cambiarla cuando lleva pocos meses presentándose, en la película no se cuenta con esta posibilidad. Kurland afirma que en el diseño para cine, se deben tomar decisiones rápidamente y seguir adelante 
Kurland empezó a trabajar en el cine en 1978. Como ayudante de diseño de vestuario, y sus primeras incursiones fueron en películas de Woody Allen. Trabajó como ayudante en Recuerdos, La comedia sexual de una noche de verano, y Zelig, y su primera vez en créditos como diseñador de vestuario fue en Broadway Danny Rose

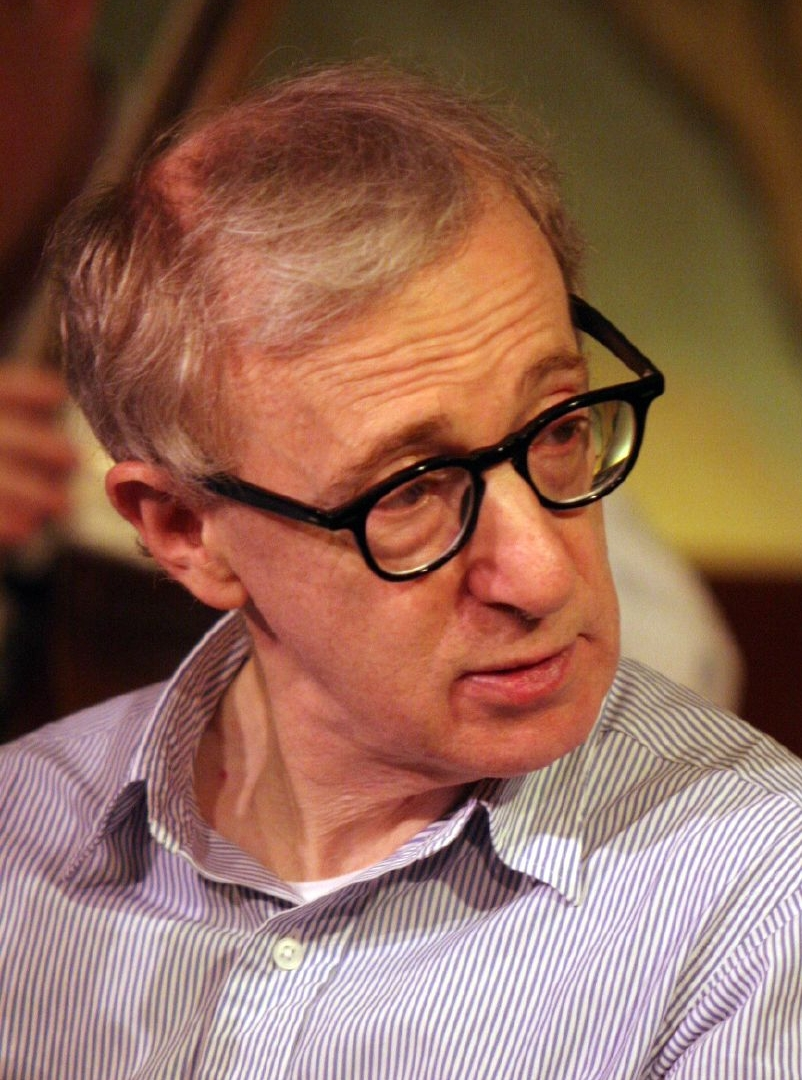
Woody Allen (2006)

Con Allen, trabajó durante dieciséis años en dieciocho películas, según él en tiempos del studio system, los diseñadores de vestuario solían colaborar de manera constante con único director, pero eso se ha venido perdiendo. Para Kurland La relación entre director y vestuarista es vital. Jeffrey leía el guion y hablaban juntos de la historia y de los personajes, para él Allen no tenía duda de lo que quería, pero confiaba en él para pulir sus ideas. En el plan de rodaje siempre se reservaban tiempo para que Kurland tuviera pruebas de vestuario, lo hacían en un fondo liso, y él se imaginaba que aspecto tenía la ropa, y en que contexto, pocos directores hacen pruebas de vestuario y él era afortunado de poder hacerlas.
Con el tiempo conoció los gustos de Allen, al finalizar los rodajes, Kurland revisaba los rushes y tomaba notas, disponía de 2 o tres días para hacer cambios, pero cada vez eran más pocos. 
Para diseñar el vestuario de Broad Danny Rose, película en blanco y negro, no se fijaba en el color sino en los matices del tejido y en sus tonos. Utilizó un filtro Pancro, un aparato que elimina el color, y eso hace que solo se vean los tonos. Según el en algunos estampados los colores tienen el mismo tono y si eliminan el color se puede perder todo el dibujo…
En shadows and Fog, también era a blanco y negro, y estaba ambientada de década de 1910 tuvo que diseñar el vestuario de un circo ambulante, estaba preocupado por los matices y tono y creó sus propios patrones utilizando diferentes tejidos, terciopelo seda entre otros, que eran atrevidos y funcionaron perfectamente, en pantalla reflejaban las dimensiones que buscaba.
En The purple rose of cairo, por lo contrario era una película de color, situada en la misma época, en éste film aparecía un musical de Hollywood de aquella época, y diseño el vestuario en telas en blanco y negro. El diseñador de producción, Stuart Wurtzel, junto con Kurland decidieron que todo sería en tonos de grises negro y blanco, y el resultado superó la expectativa.
Kurland siempre habla del color con los diseñadores de producción, les pide fragmentos pintados de los decorados y los muebles, y después de verlos elige sus propios colores. Con Santo Loquasto, el diseñador de producción de Woody Allen, tenía una magnífica relación, intercambiaban mucha información.
Como diseñador Jeffrey planea por adelantado cuando es posible, pero también posee recursos, en Migthy Aphrodite, una de las películas que diseñó junto con Allen, Mira Sorvino interpretaba a una prostituta, Kurland la vistió con pantalones ceñidos y un top de dos piezas. Y el encargado del sonido tenía que ponerle un micrófono, con esa ropa era difícil colocárselo sin que se viera, para eso Jeffrey tuvo que quitarle el relleno del sujetador y ponerle el micrófono ahí junto al pecho, le pasaron el cable a lo largo del brazo y se lo pegaron al sujetador, el micrófono en el pelo, todo eso en dos minutos, ese momento fue tensionante ya que era la primera escena en una película de Woody. 
Para él un diseñador de vestuario tiene que ser capaz de relativizar, después puede colapsar, pero se debe mantener en calma. No puede volver loca a una actriz ni permitir que el director deje de confiar en él. Una prueba de vestuario puede ser mucho mejor si el actor está pensando más en el personaje que en la ropa, la táctica de él es conversar con actores con tranquilidad y mantener la concentración.
Para Kurland diseñar el vestuario para películas de Woody se parece a diseñar para el teatro, porque Allen rueda todo en un plano master con poca cobertura. Él debía tener todo listo para la secuencia completa, él debía estar pendiente a resolver cualquier inconveniente que ocurra con la ropa, en rodaje, y estar pendiente de que los micrófonos no se vean porque perjudicaban el trabajo. En Bullets Over Broadway, los actores entraban al escenario, Jeffrey ya había previsto sus movimientos, estaba pendiente de que el vestido de Dianne west se enganchara con algo, y de los movimientos de la tela. 
El primer proyecto sin Woody fue My best friend wedding, de P.J Hogan, necesitaron de cierto tiempo para sentirse cómodos trabajando juntos, tenía que ganarse la confianza, igual que hace con los actores. Al principio Kurland no piensa en los actores si no en lo que quiere el director y en lo que quiere enfocar la película, finalmente conoce a los actores pero se tenía el tiempo para ganarse la confianza. 
Julia Roberts interpretaba a una neoyorquina, una mujer de negocios terca, ya había trabajado junto con ella, una vez hablaron Hogan y él del personaje de ella, se reunieron y después él les mostró los bocetos, hicieron un triángulo perfecto, estaban perfectamente conectados.

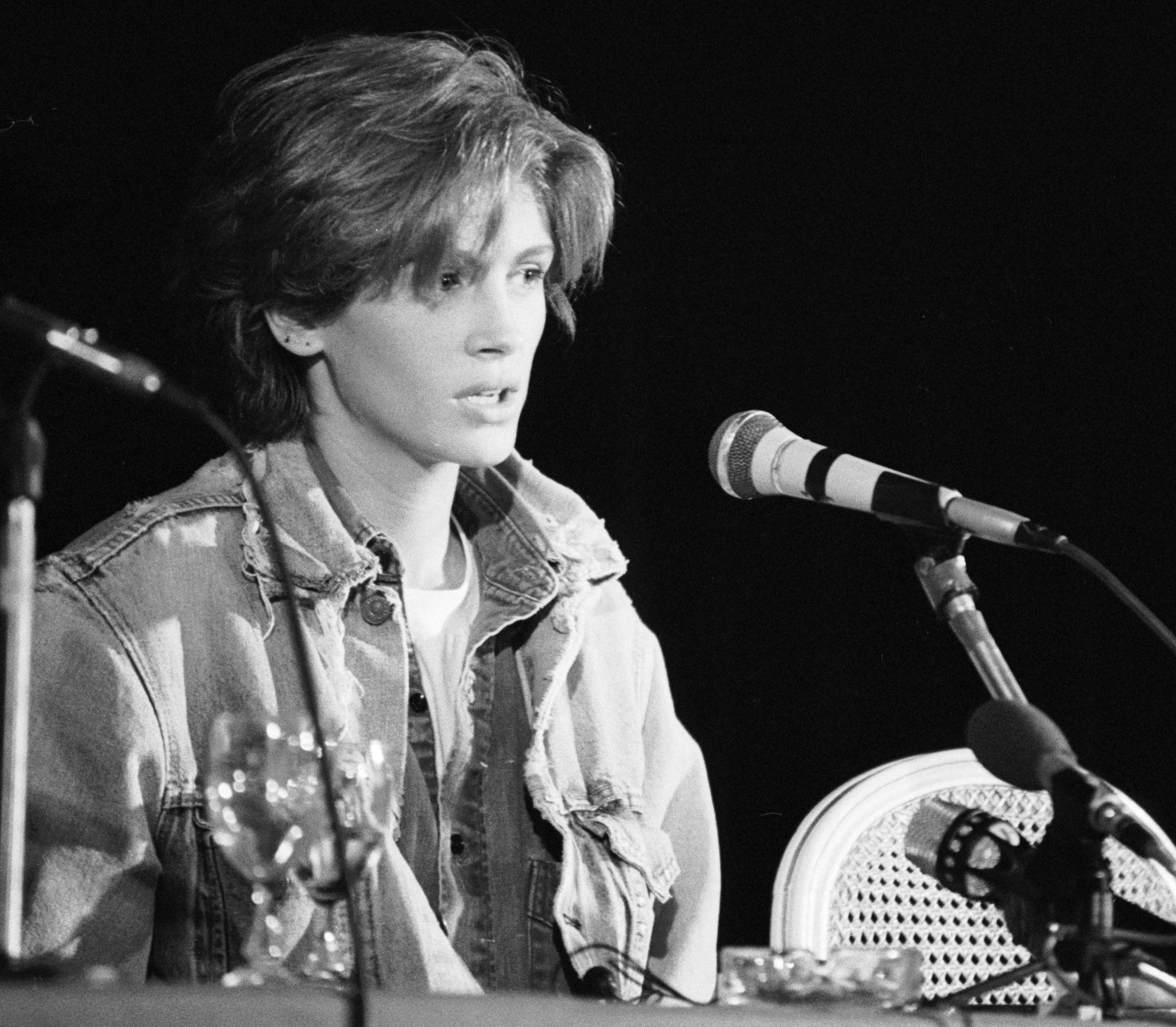
JuliaRoberts12

Después diseño el vestuario de Erin Brockovick y volvió a trabajar con Julia. Brokovich era una persona real, pero tuvieron que ajustar el vestido de él para que se ajustara al retrato de ella, fue divertido para Kurland, porque se comunicó con Erin, vio las fotos de la familia y charlaron de su estilo. Era la primera que la documentación de Jeffrey se basaba en la conversación real y fue gratificante el resultado. Cuando le enseñó los dibujos a Julia, se fijó en los colores y el estilo, y comprendió lo que se estaba buscando conceptualmente tras las charlas que se habían mantenido. Trabajar con directores para él es importante para que el trabajo saliera bien.
Kurland también hizo una película de época con Milos Forman, Milos era generoso, fue magnífico para Kurland trabajar con él ya que el director tenía muy claro cómo hacer la película y dejó a Jeffrey diseñar los vestuarios dentro de esas concepciones.
Kurland abordó las películas de época y las contemporáneas leyendo el guion y luego formula una concepción visual dentro de las pautas del director. Hablo de todos y cada uno de los personajes con los directores, desde los principales hasta los figurantes. Él considera que el vestuario de todos los extras pasan por delante de la cámara, no es solamente la ropa si no el color y cómo se combina todo lo que este en pantalla. Kurland afirma que el término extra no es muy afortunado ya que también son personajes. 
Jeffrey señala que hay una diferencia entre películas de época y de actualidad, en términos de logística, ya que en casos de época, quiere recrear tejidos del periodo en cuestión. En las contemporáneas puede comprar mucha ropa, y nunca se limita a comprar una pieza y ponerla tal cual en pantalla. Todo es filtrado a través de un proceso creativo.
El esfuerzo en películas actuales, se hace en diseñar para que no sea tachado, no quiere que el espectador lo asemeje con fechas. 
Para Jefrey el elemento más interesante del trabajo de diseño de vestuario es el desarrollo de personaje, que es con lo que más se disfruta, ya que entra en juego la creatividad, no se trata de crear un vestido o traje, si no una nueva persona. Diseñar para él es narrar la película, el decorado contribuye a que el actor se sienta mejor, el trabajo de él es sacar a la luz la personalidad que está escrita en el papel.

## Reconocimientos
Él ha creado diseños para los hombres líderes como George Clooney, Brad Pitt, Tom Cruise, Matt DamonJamie Foxx, Robert Downey, Jr., Michael Caine, Viggo Mortensen y Leonardo DiCaprio. También ha diseñado para actrices Julia RobertsMarion Cotillard, Cameron Diaz, Annette Bening, Diane Keaton, Gena Rowlandsy Ellen Page.

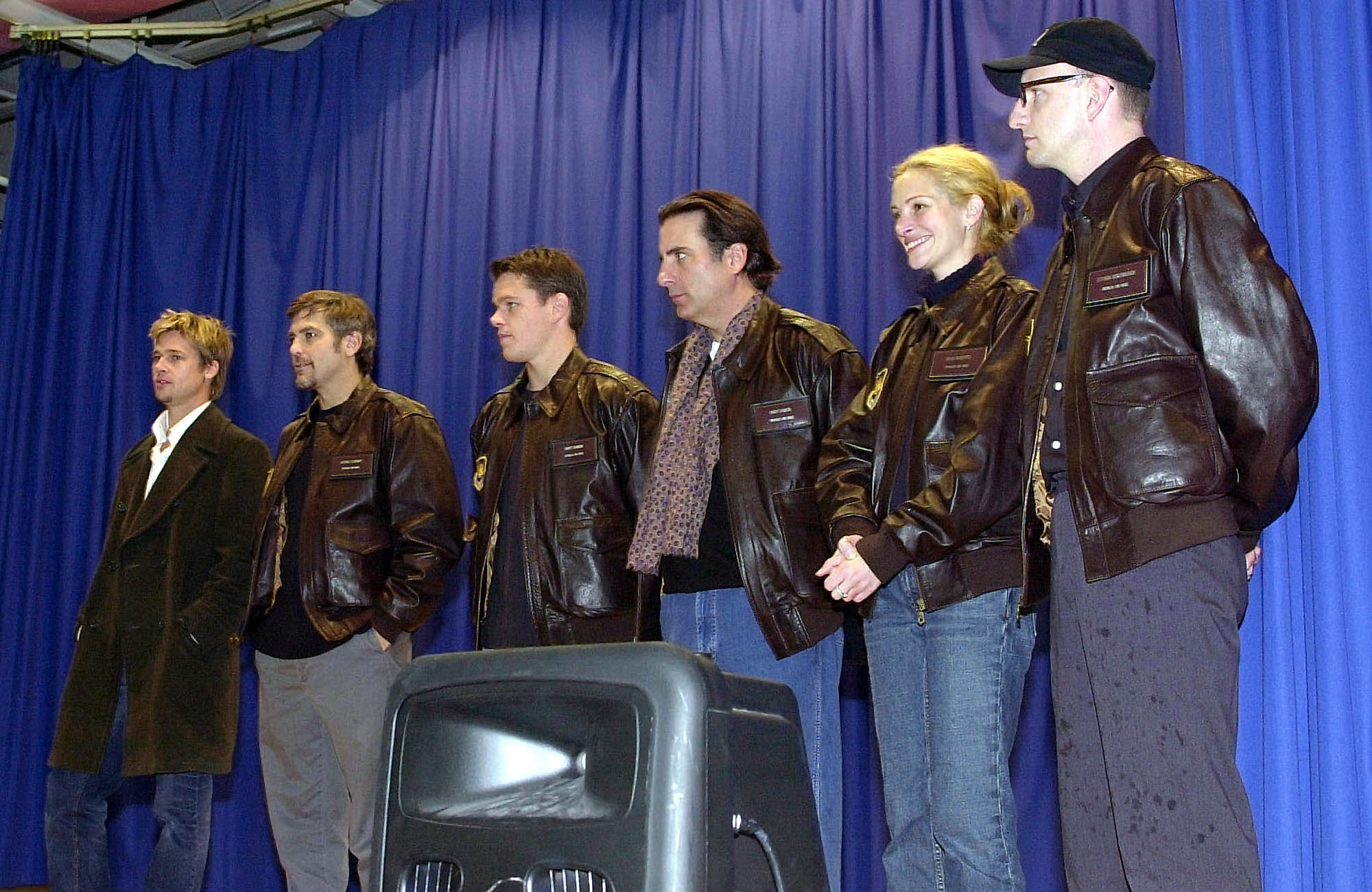
Ocean's11Cast

Recibió un premio BAFTA, el más alto honor de cine de Gran Bretaña, por sus diseños para Radio Días y una nominación al Premio de la Academia por su trabajo en Balas sobre Broadway. Jeffrey fue galardonado con el premio Costume Designers Guild por sus diseños para la película Erin Brockovich y recibió una nominación por su trabajo en Mar del 11.

## Obras destacadas

### Bullets Over Broadway
Dainne Wiest en el papel de la estrella menos vendida, fue vestida con dos extravagantes vestidos, en esta ocasión es una explosión de colorido sobre el fondo de Nueva York vibrante y en ebullición de la década de 1920 

### The Purple Rose of Cairo
Fue grabada en blanco y negro, cuando se documentaba Kurland encontró piezas de diseñadores entre ellos Adrian, todas en blanco y negro. Los decorados fueron en tonos grises.

## Créditos
Diseñador de vestuario
- 2015 Tomorrowland (post-production)
- 2014 St. Sebastian (post-production)
- 2013 Hermosas criaturas
- 2012 El dictador
- 2010 Origen
- 2009 Un ciudadano ejemplar
- 2008 La isla de Nim
- 2007 Nancy Drew
- 2007 La cosecha
- 2004 Collateral
- 2004 Criminal
- 2004 Océanos de fuego
- 2001 Ocean's Eleven. Hagan juego
- 2001 ¿Qué más puede pasar?
- 2000 Erin Brockovich
- 1999 Man on the Moon
- 1999 Dentro de mis sueños
- 1998 De ahora en adelante
- 1997 La boda de mi mejor amigo
- 1996 Todos dicen I Love You
- 1995-1996 Central Park West (TV Series) (21 episodes)
- - You Belong to Me! (1996)
- - Mermaids Strike Better (1996)
- - Everything Has Its Price (1996)
- - Out on Bail (1996)
- - End of a Marriage (1996)
- Show all 21 episodes
- 1995 Poderosa Afrodita
- 1994 Un día de locos
- 1994 Balas sobre Broadway
- 1993 Misterioso asesinato en Manhattan
- 1992 Maridos y mujeres
- 1992 ¿Qué le pasa a mamá?
- 1991 Sombras y niebla
- 1990 Alice
- 1990 Con la poli en los talones
- 1989 Delitos y faltas
- 1988 Otra mujer
- 1987 September
- 1987 La revolución de los novatos
- 1987 Días de radio
- 1986 Calles de oro
- 1986 Hannah y sus hermanas
- 1985 La rosa púrpura de El Cairo
- 1984 Broadway Danny Rose
- 1981 El admirador

## Premios y nominaciones
Premios Óscar
| Año  | Categoría                 | Película             | Resultado |
| ---- | ------------------------- | -------------------- | --------- |
| 1995 | Mejor diseño de vestuario | Balas sobre Broadway | Nominado  |